# حجح (یمن)
 حجج دهستانی است در (بلا قیقة)، در عزلهٔ (الطیور)، در شمال غربی حجة، از توابع استان مأرب در کشور یمن در شبه جزیره عربستان است. 

## جمعیت
جمعیت آن ۸۱۶۳ نفر (۸۰ خانوار) می‌باشد.

## روستاها
روستاهای توابع این دهستان به شرح زیر است:
- روستای جَّیاح
- روستای القلعة
- روستای العشة
- روستای المراهبة
- روستای القراصنة
- روستای قلعة القاضی